# Joseph Adam Jonas
Joseph Adam Jonas (15 d'agost del 1989, Casa Grande, Arizona) més conegut com a Joe Jonas, és un músic dels Estats Units, membre de la banda dels Jonas Brothers.
És el segon fill del matrimoni Jonas, després d'en Kevin i abans que en Nick i Frankie.
És fill de Denisse (mestressa) i Paul Kevin Jonas (ex pastor i ara productor musical). Joe és vocalista de la banda.
El grup Jonas Brothers ha protagonitzat la pel·lícula Camp Rock amb els seus germans Nick Jonas i Kevin Jonas i juntament amb Demi Lovato. Amb els seus germans, també protagonitza la sèrie de Disney Channel J.O.N.A.S i Jonas L.A

## Carrera musical
Joe estava plenament convençut que es dedicaria a ser actor còmic i li agradaria tenir tant talent com Jim Carrey. Ell escollí ser músic, ja que el seu pare va dir-li que tenia una veu bonica i per què no intentava cantar al grup que estaven formant Kevin i Nick. Joe toca la guitarra i es veu principal.

## Discografia

### Àlbums (com a vocalista dels Jonas Brothers)
- 2006: It's About Time
- 2007: Jonas Brothers
- 2008: A Little Bit Longer
- 2009: Lines, Vines and Trying Times
- 2011: Fast Life

### Gires (com a vocalista dels Jonas Brothers)
- 2006: Jonas Brothers American Club Tour
- 2006: Marvelous Party Tour
- 2007: Best of Both Worlds Tour (artista d'opertura)
- 2008: Look Me In the Eyes Tour
- 2008: Burning Up Tour
- 2009: World Tour 2009

## Premis i nominacions delsJonas Brothers
- American Music Awards: nominats i guanyadors Jonas Brothers (Breakthrough Artis)
- Billboard Touring Award: nominats i guanyadors Jonas Brothers (Concert mercantil i de promoció)
- Premi Grammy: nominats Jonas Brothers ("Millor nou artista")
- Kids Choice Awards (Itàlia): nominats Jonas Brothers ("Millor banda" i "Cançó més adictiva")
- Premis MTV Llatinoamèrica: els Jonas Brothers van rebre cinc nominacions i en Joe una:
  - "Millor Artista Pop Internacional" Jonas Brothers (guanyadors)
  - "Millor Artista Nou Internacional" Jonas Brothers (nominats)
  - "Millor Fanclub" Jonas Brothers (nominats)
  - "Cançó de l'Any" Jonas Brothers (amb "When You Look Me in the Eyes") (nominats)
  - "Millor Ringtone" Jonas Brothers (amb "When You Look Me in the Eyes") (nominats)
  - "Millor fashionista" Joe Jonas (guanyador)
- MTV Europe Music Awards: nominats i guanyadors Jonas Brothers ("Nou acte")
- MTV Video Music Awards: nominados Jonas Brothers ("Millor vídeo de l'any" i "Vídeo de l'any" per Burnin' up)
- Nickelodeon Kids' Choice Awards: nominats i guanyadors Jonas Brothers ("Grup de música favorit 2009")
- Teen Choice Awards: van rebre onze nominacions de les quals en guanyaren:
  - Choice Music Single: Jonas Brothers, When You Look Me in the Eyes.
  - Choice Breakout Group: Jonas Brothers.
  - Choice Music Love Song: Jonas Brothers, When You Look Me in the Eyes.
  - Choice Summer Song: Jonas Brothers, Burnin' Up.
  - Choice Red Carpet Fashion Icon Male: Jonas Brothers.
  - Choice Male Hottie: Jonas Brothers.
- TMF Awards: van rebre cinc nominacions Jonas Brothers:
  - Millor nou artista (nominats)
  - Mejores del pop (nominados)
  - Millor nou àlbum (nominats)
  - Millor àlbum internacional (nominats)
  - Millor vídeo (per S.O.S) (nominats)
- Premis Oye!: nominats i guanyadors Jonas Brothers ("Principals artistes en anglès de l'any").